# 서산중앙병원
서산종합병원(西山中央病院, Seoean Jungang General Hospita)은 충청남도 서산시 수석산업로 5 에 위치한 종합병원이다.

## 연혁
- 1936년 1월 : 중앙의원 개원(故 趙聖行 - 現병원장 조부)
- 1962년 5월 : 중앙의원 故 趙成根원장 취임(現병원장 부)
- 1994년 4월 : 예산중앙병원 개원(8개 진료과) 趙敦熙병원장 취임(現서산중앙병원 병원장)
- 1997년 9월 : 병원이전(충남 예산군 관작리)
- 1998년 9월 : MRI 도입
- 1999년 9월 : 인공 신장 실 개설
- 2001년 10월 : 건강검진센터 개설
- 2003년 11월 : 서산중앙병원 기공(충남 서산시 수석동)
- 2006년 2월 : 서산중앙병원 준공 병원장 조돈희 취임 진료과 14과 288 병상
- 2006년 3월 : 서산중앙병원 개원
- 2006년 12월 : 가천대 길병원 진료협약 체결
- 2009년 3월 : 삼성서울병원 진료협약 체결
- 2009년 4월 : 소아청소년과 증설(진료과 15과) 농약중독센터 개설
- 2009년 5월 : 순천향대학교 천안병원 진료협약 체결
- 2010년 3월 : 고려대학교안암병원 진료협약 체결
- 2010년 4월 : 서울대학교병원, 강남세브란스병원 진료협약 체결
- 2010년 6월 : 건양대학교병원 진료협약 체결
- 2010년 10월 : 단국대학교병원 진료협약, 중국 안휘중의대학부속병원 진료협약 체결
- 2011년 2월 : 내시경센터 개설
- 2011년 8월 : 인하대학교 의과대학 부속병원 진료협약 체결
- 2011년 9월 : 세종병원 진료협약 체결
- 2012년 1월 : 가톨릭대학교 서울성모병원 진료협약 체결
- 2012년 3월 : 건국대학교병원 진료협약 체결
- 2012년 7월 : 중앙대학교병원 진료협약 체결
- 2013년 3월 : 128MS CT 도입
- 2013년 5월 : 한림대학교 성심병원 진료협약 체결
- 2015년 5월 : 1.5T  MRI 도입
- 2015년 6월 : 중동호흡기증후군 국민안심병원 지정
- 2015년 11월 : 태안보건의료원 MOU체결
- 2016년 1월 : 서산시청, 서산의료원, 홍성의료원 진료협약 체결
- 2016년 6월 : 1~3층 공간확장
- 2017년 3월 : 산부인과 진료실 이전 리모델링
- 2017년 9월 : 중환자실 음압격리실 설치
- 2018년 8월 : 지하1층 푸드코트 입점
- 2019년 1월 : 다수사상자 대응시스템 운영을 위한 서산소방서 협약
- 2019년 12월 : 인공신장실 확장
- 2020년 2월 : 코로나바이러스 국민안심병원 선정 외래 주사실 이전
- 2020년 9월 : 1층 외래 진료대기공간 리모델링
- 2020년 10월 : CT 추가 도입(CT 2대 운영)
- 2021년 5월 : 중증 응급환자 야간/휴일 수술지원사업 참여
- 2021년 10월 : 3주기 병원급 검진기관 검진유형 최우수 선정(대장암,간암,유방암)
- 2021년 11월 : 응급실 음압격리병상 설치
- 2022년 1월 : 코로나19 중등증환자 전담치료병상 운영
- 2022년 7월 : Full Text EMR (통합의료정보 시스템) 전면 교체
- 2022년 10월 : 수술실 1실 1병상 증설(4실 4병상, 회복실 5병상으로 확대)
- 2023년 6월 : 간호간병통합서비스 병동 개설
- 2024년 11월 : 지역응급의료센터 승격
- 2025년 1월 : 우수검사실 신임인증 평가 최고등급획득
- 2025년 5월 : 혈관조영 장비 도입

## 진료과목
- 소화기내과, 신장내과, , 호흡기내과, 비뇨의학과, 일반외과, 가정의학과, 구강외과, 소아청소년과, 산부인과, 성형외과,  재활의학과, 신경과, 심장내과, 신경외과, 진단검사의학과

## 같이 보기
- 대한민국의 병원 목록
- 대한민국의 의료